# Odin Records
Odin Records was een Noors platenlabel voor jazzmuziek. Het werd in 1981 opgericht en was actief tot 1993. Het eerste uitgebracht album was een plaat van het kwintet van Thorgeir Stubø. Daarna volgde onder meer een lp van Radka Toneff met Steve Dobrogosz, dat in Noorwegen goed verkocht. Andere artiesten op het label waren bijvoorbeeld Dag Arnesen,  Knut Riisnæs, Oslo 13, Espen Rud, Don Cherry met Ed Blackwell, Karin Krog met John Surman, Jon Eberson, Per Husby, Jon Balke, Lee Konitz en Knut Kristiansen. In 1993 kwam het label in handen van het label Curling Legs.